# 彭公镇
彭公镇，是中华人民共和国陕西省咸陽市长武县下辖的一个乡镇级行政单位。
2015年，陕西省民政厅批复同意将原地掌镇槐庄、齐宇河、朱家沟、米家墩、南峪5个村划归彭公镇。

## 行政区划
彭公镇下辖以下地区：
彭南村、彭北村、方庄村、丰头村、孝村、孝席村、大兴村、鸦儿沟村、东大吉村、马坊村、高家坡村、石家河村、杨家河村、曹胡村、米家墩村、南峪村、朱家沟村、槐庄村和齐宇河村。